# Métairie d'Hourtan
La métairie d'Hourtan est une ancienne ferme située sur la commune de Lartigue, dans le département de la Gironde, en France.

## Localisation
Le domaine se trouve à environ 1,5 km au sud du village de Lartigue, sur le côté ouest de la route départementale D10e15 qui mène à Allons dans le département de Lot-et-Garonne.

## Historique
La métairie est constituée d'une maison d'habitation et de plusieurs dépendances réparties dans une clairière entourée de pins. Elle a été construite vers la fin du XVIe siècle ou le début du XVIIe puis remaniée au début du XVIIIe siècle quant à ses parties hautes ; la maison d'habitation renferme une cheminée monumentale de style Renaissance ; la métairie fait l'objet d'une inscription au titre des monuments historiques  par arrêté du 25 juillet 2003.

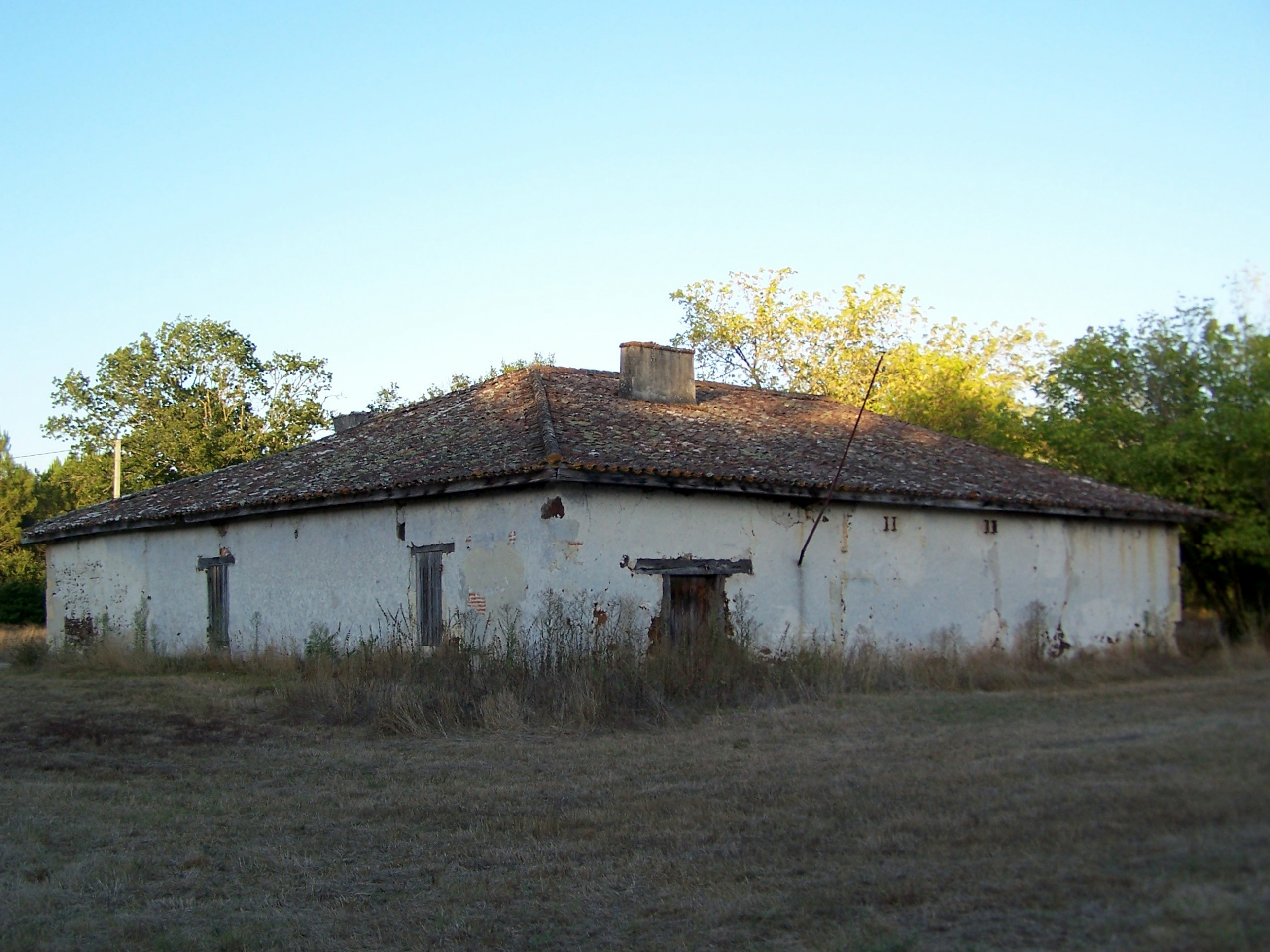
Bâtiment d'habitation, vue nord-ouest (sept. 2012)
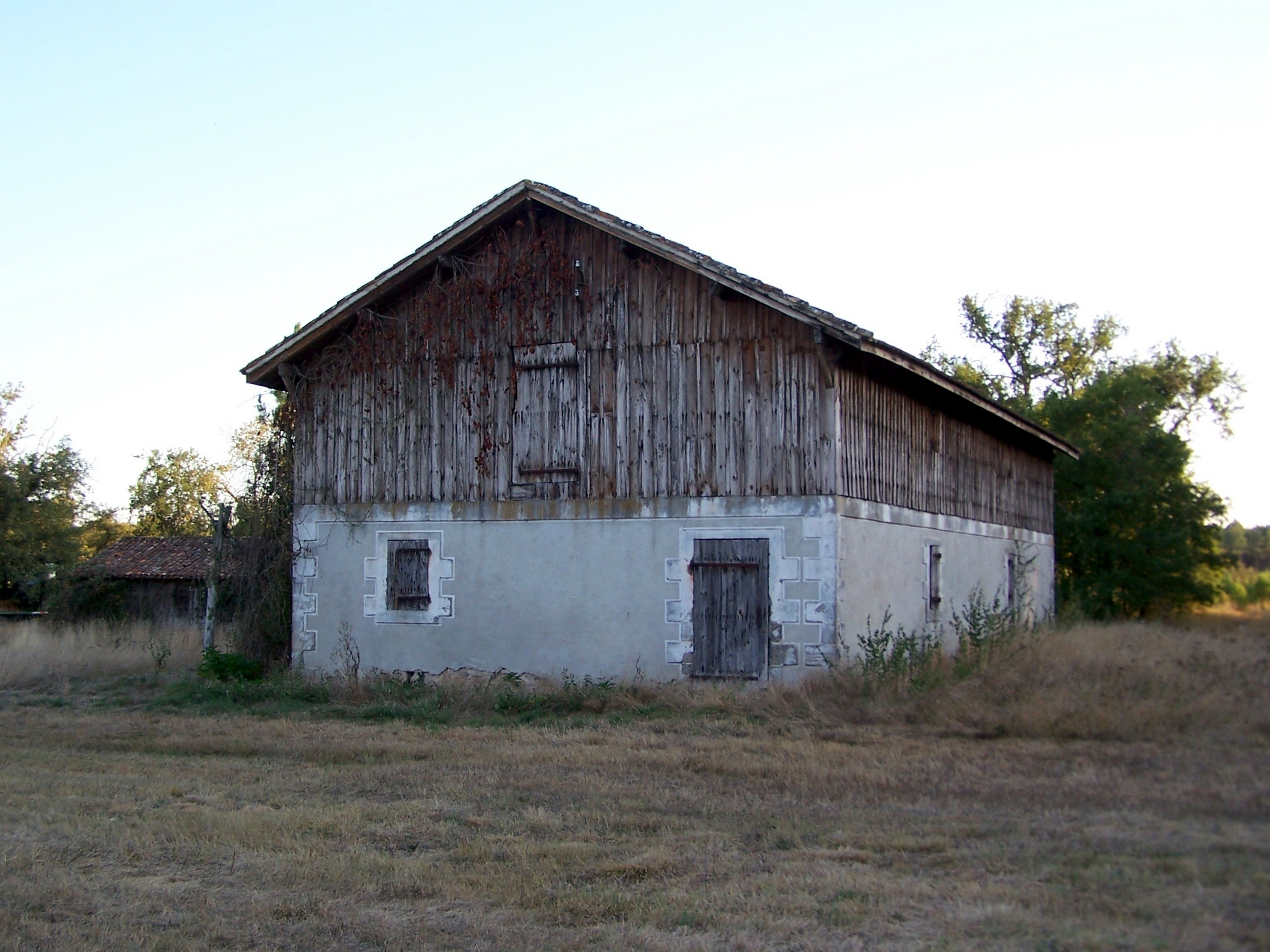
Grange en pierre et bois (sept. 2012)
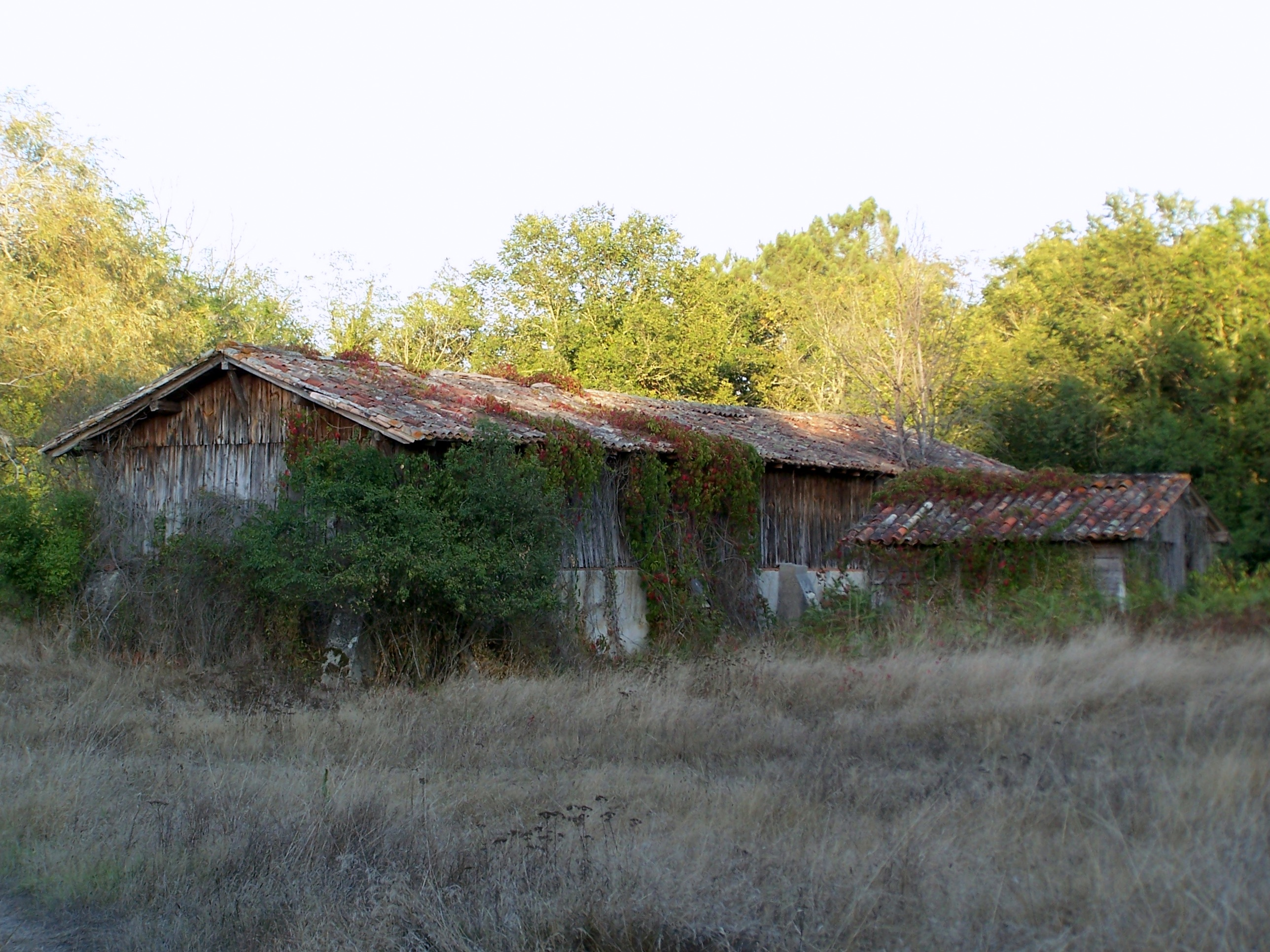
Grange en bois (sept. 2012)
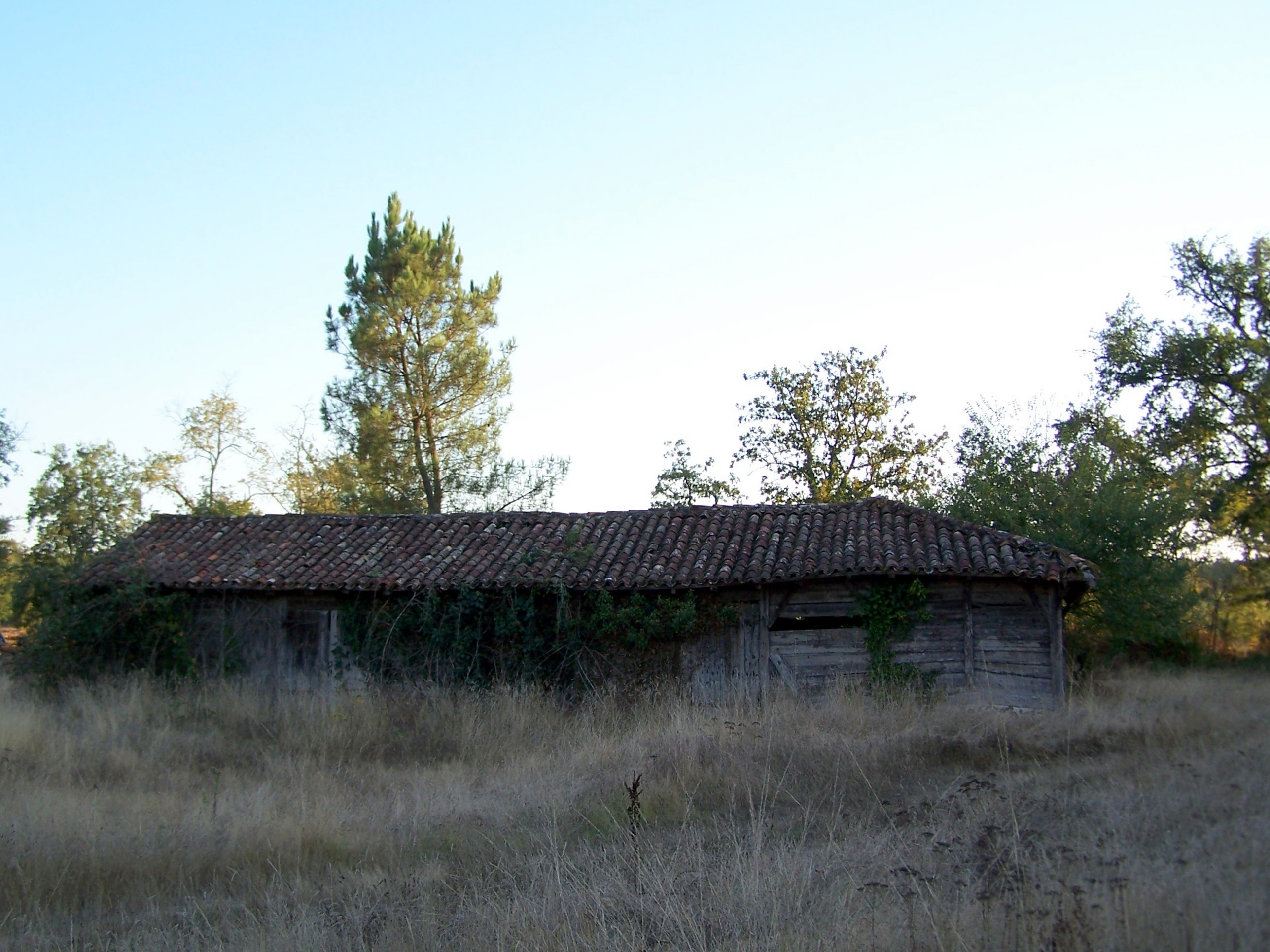
Grange en bois (sept. 2012)
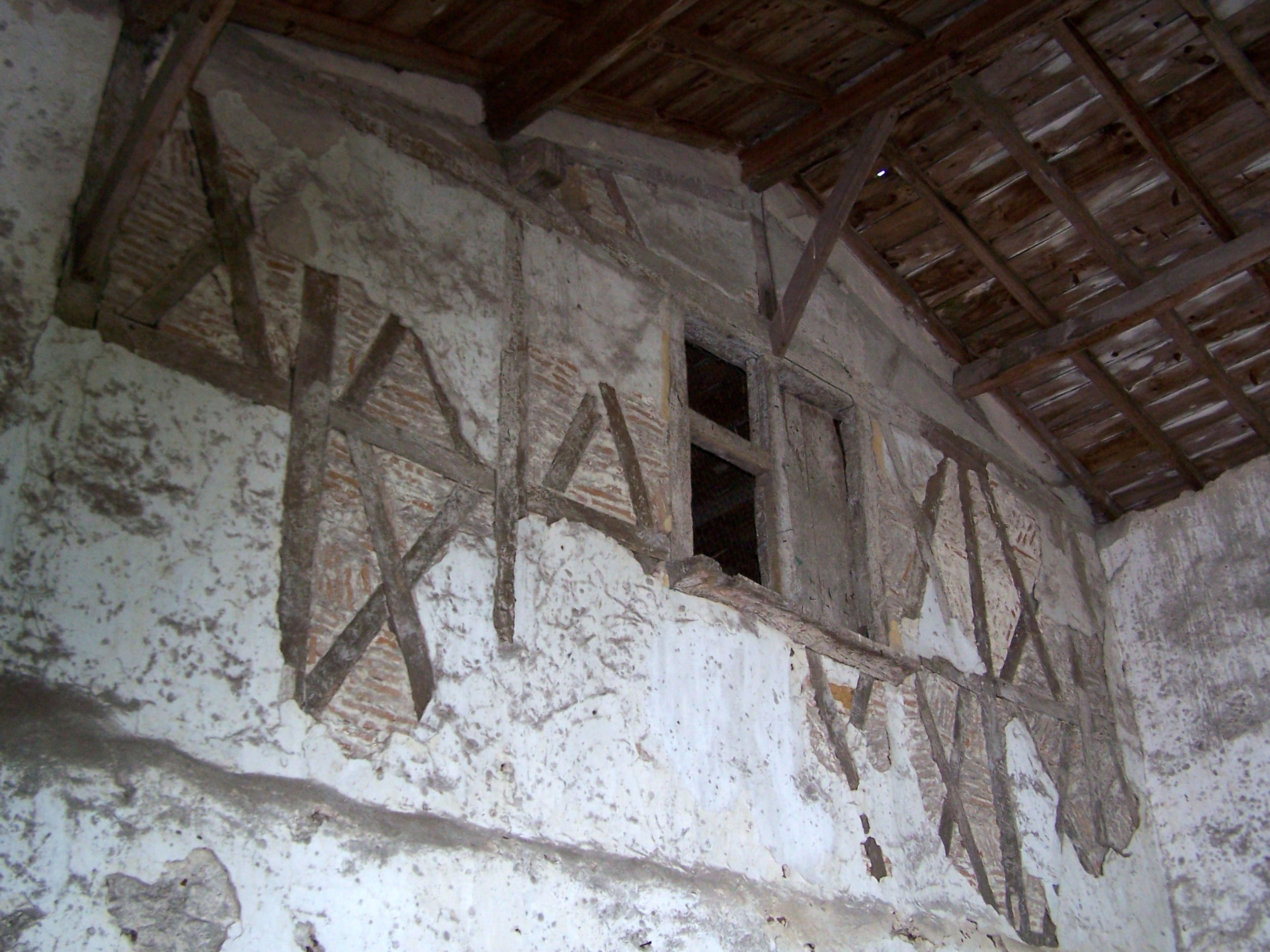
Sous l'eustantade (sept. 2012)
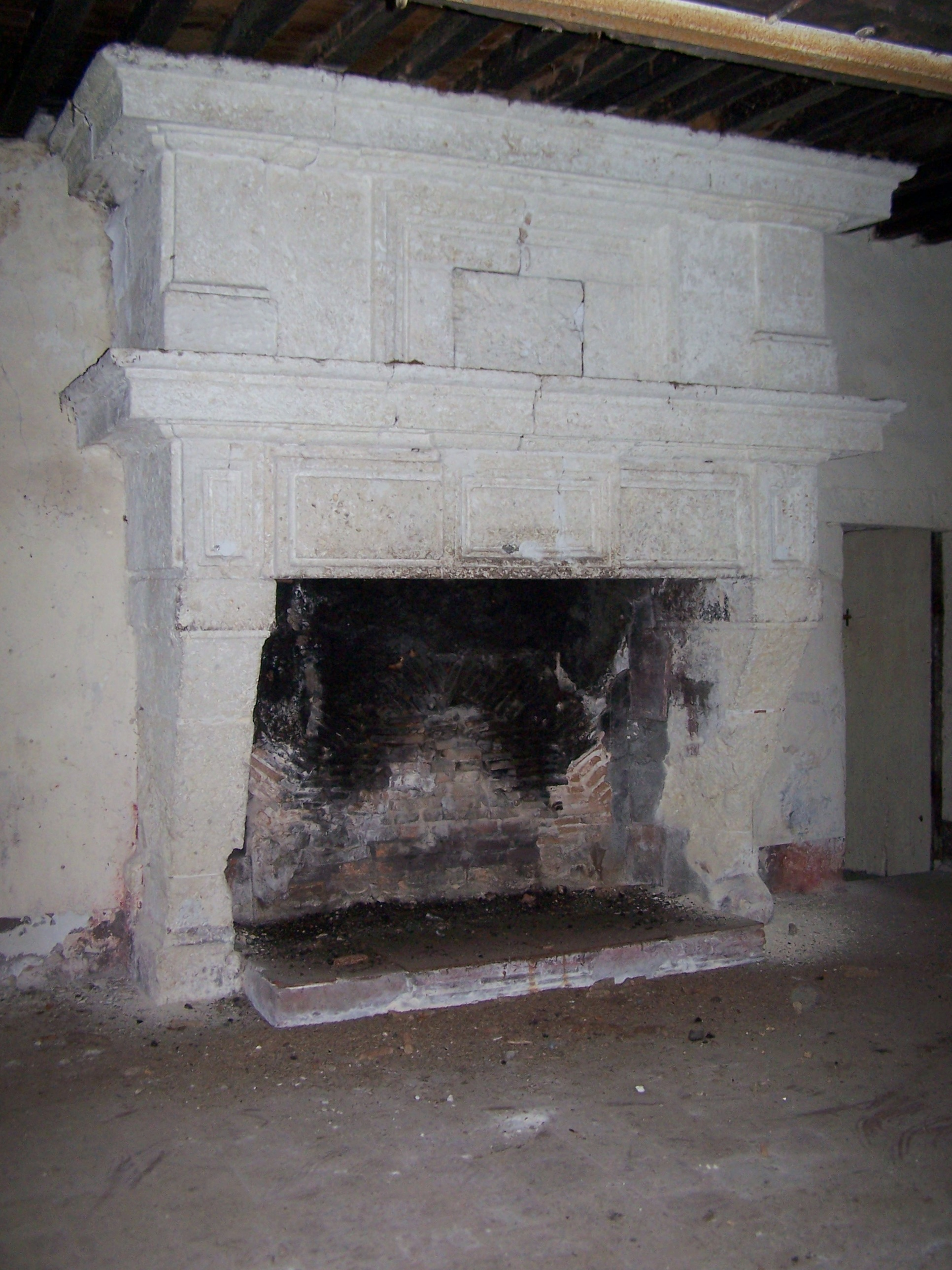
Cheminée Renaissance (sept. 2012)